# مقتل أليس جروس
أليس غروس فتاة إنجليزية ولدت في 14 فبراير 2000 في مدينة لندن في المملكة المتحدة تبلغ من العمر 14 عاما فقدت في لندن يوم 28 أغسطس 2014. وبعد شهر من البحث المكثف، عثر على جثتها في 30 سبتمبر 2014.
عاشت في هانويل ، غرب لندن ، مع أختها ، نينا جروس ووالديها خوسيه جروس وروزاليند هودكيس. اختفت بعد مغادرة منزلها في هانويل في 28 أغسطس 2014. كان البحث عنها أكبر عملية نشر لضباط شرطة العاصمة في عملية بحث منذ تفجيرات لندن في 7 يوليو / تموز 2005. وشارك فيها 600 ضابط من ثماني أجهزة. عُثر على جثة جروس في نهر برنت بعد خمسة أسابيع ، في 30 سبتمبر. 